# Agustín Gómez Pagola
Agustín Gómez de Segura Pagóla (Rentería, 18 de novembro de 1922 – Moscou, 16 de novembro de 1975) foi um futebolista hispano-soviético, que atuava como lateral-esquerdo.

## Vida pessoal
Foi um dos integrantes do grupo intitulado "Filhos da Rússia" que, durante a Guerra Civil Espanhola, foi enviado para a União Soviética e teve como destino a cidade de Odessa.

## Carreira de jogador
Tendo passado por Krásnaya Roza e Krylia Sovetov Moscou, Gómez obteve destaque atuando pelo Torpedo Moscou, onde chegou em 1947 e permaneceu até 1956, sendo nomeado capitão em 1951. Pelo Torpedo, foi campeão nacional em 1949 e 1952. Neste último ano, foi premiado com o título de Mestre Mérito do Esporte da União Soviética, sendo o primeiro estrangeiro a receber a honraria, e também ficou famoso após evitar uma tentativa de agressão à equipe de arbitragem do jogo contra o Dínamo de Tbilisi.
Em 1956, o governo do general Francisco Franco autorizou o retorno dos exilados à Espanha, incluindo o lateral-esquerdo, que assinou com o Atlético de Madrid. Gómez, no entanto, não jogou nenhuma partida oficial pelos Colchoneros e encerrou a carreira.

## Carreira internacional
Fez parte do elenco da União Soviética que disputou as Jogos Olímpicos de 1952, em Helsínquia. Embora não tivesse disputado nenhuma partida, foi o único atleta não-nascido em uma república soviética a representar a seleção em torneios oficiais.

## Envolvimento na política e morte
A volta de Gómez para a Espanha foi uma tentativa de reorganizar o Partido Comunista Espanhol desde o interior do país. A Dirección General de Seguridad acompanha os passos do jogador, que chega a negar seu passado comunista.
Já aposentado dos gramados, chegou a ser preso em 1961 e mandado para a prisão de Carabanchel, nos arredores de Madri, chegando a ser torturado. A prisão do ex-jogador foi considerada um problema diplomático para o regime do general Franco, que é obrigado a libertar Gómez após a União Soviética organizar uma campanha para a soltura.
Divergências com o secretário-geral do PCE, Santiago Carrillo, fazem com que Gómez deixasse o partido em 1969 e voltasse à URSS. Faleceu em 16 de novembro de 1975, 2 dias antes de completar 53 anos e 4 antes da morte de Franco.

## Títulos
Torpedo Moscou
- Campeonato Soviético: 1949, 1952